# Voglia di libertà
Voglia di libertà (Pobre mariposa) è  un film argentino del 1986 diretto da Raúl de la Torre.

## Trama
A maggio del 1945, giunge a Buenos Aires la notizia della caduta di Berlino. Clara Somoloff, popolare conduttrice radiofonica e figlia del defunto leader socialista Boris, scopre il coinvolgimento politico del padre durante la seconda guerra mondiale e le ombre sulla morte del genitore diventano sempre più fitte.

## Produzione
La sceneggiatura del film venne curata dallo stesso regista e da Aída Bortnik, che per il lavoro svolto si aggiudicò il premio alla migliore sceneggiatura in occasione del Festival del Cinema di Bogotà.
La pellicola fu candidata alla Palma d'oro al Festival di Cannes 1986.
Il film si aggiudicò inoltre il Golden Colon al Festival de Cine Iberoamericano de Huelva e ottenne numerose nomination e riconoscimenti.

## Accoglienza
Sul quotidiano La Prensa, Carmen Rivarola affermò: "Ci sono tanti, troppi, fili che intrecciano questa matassa".
Anche La Nación criticò negativamente l'opera, affermando: "È inspiegabile che una delle produzioni nazionali in cui l'industria locale riponeva più speranze si sia trasformata in un atto fallimentare".
La recensione pubblicata su Clarín recitava: "Proposta ricca e approccio eterogeneo".
Manrupe e Portela, nel loro volume Un diccionario de films argentinos (1930-1995), scrissero a riguardo: "Nazismo, ebraismo, il 17 ottobre, in un trattamento pretenzioso che finisce più vicino a Radio Days (Woody Allen, Stati Uniti, 1987) che a un serio revisionismo".

## Riconoscimenti
- 1986 - Festival di Cannes
  - Candidatura alla Palma d'oro

- 1986 - Huelva Latin American Film Festival
  - Golden Colon a Raúl de la Torre

- 1987 - Festival del Cinema di Bogotà
  - Círculo Precolombino d'oro al miglior film sudamericano a Raúl de la Torre
  - Círculo Precolombino d'oro alla migliore sceneggiatura in un film sudamericano ad Aída Bortnik
  - Círculo Precolombino d'oro alla migliore attrice in un film sudamericano a Graciela Borges
  - Círculo Precolombino d'oro alla migliore scenografia a Jorge Sarudiansky